# William Bridges (clérigo)
William Bridges (1579–1626) foi um padre anglicano inglês no século XVII.
Rye nasceu em Middlesex e foi educado no New College, Oxford. Ele foi nomeado arquidiácono de Oxford em 1614 e ocupou o cargo até à sua morte.